# Danmarksmesterskabet i skak 2013
Danmarksmesterskabet i skak 2013 afholdtes i perioden 23. marts til 31. marts 2013 i Helsingør som et led i Dansk Skak Unions årlige påskestævne. Danmarksmesterskabet blev afviklet som en turnering med 10 deltagere hvor alle spillede mod alle over 9 runder.
Davor Palo blev danmarksmester 2013 med 6½ ud af 9 mulige point for 5 sejre, 3 remiser og 1 tab (+5 =3 -1). Palo fik derved et flot comeback efter en 5-årig pause fra skak indtil efteråret 2012: Først danmarksmester for hold med sin klub, Skanderborg Skakklub, for sæsonen 2012/2013, og så individuel danmarksmester 2013.
Færingen Helgi Dam Ziska blev nr. 2 med 6 point (+4 =4 -1) og Lars Schandorff fik tredjepladsen med 5½ point (+2 =7 -0). Lars Schandorff var turneringens eneste ubesejrede spiller.

## Deltagere i lodtrækningsorden
| Titel | Navn                      | Klub        | Dansk rating | Elo-rating | Point | Placering | Tidligere vundet DM                |
| ----- | ------------------------- | ----------- | ------------ | ---------- | ----- | --------- | ---------------------------------- |
| IM    | Mads Andersen             | Skanderborg | 2483         | 2470       | 4½    | 5 – 7     |                                    |
| GM    | Allan Stig Rasmussen      | Jetsmark    | 2500         | 2511       | 5     | 4         | 2010, 2011                         |
| -     | Dara Akdag                | BMS Skak    | 2254         | 2251       | 2½    | 9 – 10    |                                    |
| GM    | Davor Palo                | Skanderborg | 2545         | 2551       | 6½    | 1         |                                    |
| IM    | Helgi Dam Ziska           | Philidor    | 2461         | 2461       | 6     | 2         |                                    |
| GM    | Lars Schandorff           | Hillerød    | 2508         | 2513       | 5½    | 3         | 1988                               |
| IM    | Christian Kyndel Pedersen | Jetsmark    | 2445         | 2443       | 3½    | 8         |                                    |
| IM    | Mikkel Antonsen           | Næstved     | 2441         | 2446       | 4½    | 5 – 7     |                                    |
| GM    | Sune Berg Hansen          | Helsingør   | 2559         | 2566       | 4½    | 5 – 7     | 2002, 2005, 2006, 2007, 2009, 2012 |
| GM    | Jens Kristiansen          | BMS Skak    | 2434         | 2439       | 2½    | 9 – 10    | 1979, 1982, 1995                   |

Kilder: 
Den lavestratede, Dara Akdag, kvalificerede sig ved at vinde kandidatklassen ved danmarksmesterskabsstævnet 2012.

## Øvrige turneringer i stævnet
Danmarkmesterskabet i lynskak 2013 blev afviklet 29. marts. Jacob Aagaard vandt med en sejr i finalen med cifrene 1½ - ½ over Rasmus Skytte.
Jakob Aabling-Thomsen fra Brønshøj Skakforening vandt kandidatklassen og blev dermed kvalificeret til at spille i turneringen om danmarksmesterskabet 2014.